# Sezer Özmen
Sezer Özmen (* 7. Juli 1992 in Istanbul) ist ein türkischer Fußballspieler.

## Karriere

### Vereinskarriere
Özmen kam im Istanbuler Stadtteil Bakırköy auf die Welt und begann mit dem Vereinsfußball in der Jugend von Bakırköyspor. 2006 wechselte er in die Jugend von Beşiktaş Istanbul. Hier spielte er vier Spielzeiten lang ausschließlich für die Jugend- bzw. später für die Reservemannschaft. 2010 erhielt er auf Wunsch vom damaligen Trainer Bernd Schuster einen Profivertrag und nahm an dem Vorbereitungscamp für die anstehende Saison teil.
Nach dieser Vorbereitungsphase wurde beschlossen, Özman auszuleihen. Die Spielzeit 2010/11 verbrachte er als Leihgabe bei Çaykur Rizespor. Am 22. September 2010 debütierte er bei einem Pokalspiel gegen Kayseri Erciyesspor. In der nachfolgenden Saison spielte er auch fast ausschließlich für die Reserve und machte wieder nur ein Spiel für die Profis. Zum Saisonende wurde die Leihzeit um eine weitere Saison verlängert.
Zur Spielzeit 2012/13 wechselte er samt Ablöse zu Çaykur Rizespor. Für die Rückrunde 2014/15 wurde er an den Zweitligisten Samsunspor ausgeliehen.
Zur Saison 2015/16 wechselte Özmen zum französischen Zweitligisten FC Metz. Hier fühlte er sich nach eigenen Angaben sehr wohl und war auch von der Häufigkeit seiner Spieleinsätze zufrieden. Dieser Umstand änderte sich nach den Pariser Terroranschlägen vom 13. November 2015. Nach diesen Ereignissen empfand er und seine Familie sich sowohl seitens der eigenen und gegnerischen Fans als auch im Alltag eine ablehnende Haltung. Dabei beklagte er sich auch über ihm gegenüber ausgeübten Rassismus. Daraufhin entschloss er sich zur nächsten Winterpause in die Türkei zurückzukehren. Obwohl ihm nach eigenen Angaben drei Angebote aus der französischen Liga vorlagen, nahm er das Angebot vom türkischen Zweitligisten Alanyaspor an und kehrte in seine Heimat zurück. Hier erreichte er mit seinem Team zum Sommer 2016 den Play-off-Sieg der TFF 1. Lig und damit den Aufstieg in die Süper Lig, den ersten der Vereinshistorie.
Nach dem Erstligaaufstieg mit Alanyaspor, blieb Özmen ohne Pflichtspieleinsatz. In der Wintertransferperiode 2016/17 wechselte er gemeinsam mit seinem Teamkollegen Jonathan Ayité zum Zweitligisten Yeni Malatyaspor. Mit diesem Verein beendete er die Saison 2016/17 als Vizemeister und stieg mit ihm in die Süper Lig auf. Zur Saison 2017/18 wurde er gemeinsam mit seinem Teamkollegen Yiğitcan Erdoğan vom Zweitligisten Adana Demirspor verpflichtet.
Im Januar 2019 gab dann Ligarivale Ümraniyespor die Verpflichtung des Abwehrspielers mit einem Vertrag bis Saisonende bekannt.

### Nationalmannschaft
Özmen fing früh an für die türkischen Jugendnationalmannschaften zu spielen. Er durchlief ab der U-17 nahezu alle Jugendmannschaften. 2009 nahm er mit der türkischen U-17-Auswahl an der U-17-Fußball-Weltmeisterschaft 2009 teil und erreichte mit seiner Mannschaft das Viertelfinale.
Mit der U-19 nahm er an der U-19-Fußball-Europameisterschaft 2011 teil, schied bereits in der Gruppenphase mit seiner Mannschaft aus dem Turnier aus.

## Erfolge
Mit Çaykur Rizespor
- Vizemeister der TFF 1. Lig und Aufstieg in die Süper Lig: 2012/13

Mit Alanyaspor
- Play-off-Sieger der TFF 1. Lig und Aufstieg in die Süper Lig: 2015/16

Mit Yeni Malatyaspor
- Vizemeister der TFF 1. Lig und Aufstieg in die Süper Lig: 2016/17